# Транос Лакос (приток на Бистрица)
Трано̀с Ла̀кос или Богатската река (на гръцки: Τρανός Λάκκος) е река в Егейска Македония, Гърция, ляв приток на река Бистрица (Алакмонас).

## Описание
Реката извира южно от връх Гуфа (1285 m) в планината Саракина. След Богатско (Вогацико) приема ляв приток и се влива в Бистрица.